# Heterapoderus hanoiensis
Heterapoderus hanoiensis es una especie de coleóptero de la familia Attelabidae.

## Distribución geográfica
Habita en Vietnam.